# Dany Imbert
Pour les personnes ayant le même patronyme, voir Imbert.
Daniel Imbert, plus connu sous le nom de Dany Imbert, né le 17 décembre 1952 et mort le 15 mars 2016 près de Quatre Bornes, est un footballeur mauricien des années 1970 et du début des années 1980. 
Évoluant au poste d'attaquant, il fait toute sa carrière au Racing Club de Maurice avec qui il remporte le championnat mauricien en 1978.
International mauricien, Il est le seul joueur de son pays à avoir marqué un but lors d'une phase finale de Coupe d'Afrique des nations.

## Biographie
Dany Imbert fait partie des « Elahee Boys », qui réalisent la meilleure performance de la sélection, en atteignant une phase finale de Coupe d'Afrique des Nations, en 1974. Dany Imbert inscrit les deux buts de l'île Maurice, qui constituent les deux seuls buts de la sélection dans cette compétition, un contre la Guinée et le Zaïre. La sélection est éliminée au premier tour, ce qui constitue la meilleure performance de la sélection, et cette génération est considérée comme la meilleure du football mauricien avec celle ayant remporté les Jeux des îles de l'océan Indien 1985. 
Il joue pour le Racing Club de Maurice, dont il est capitaine et avec qui il remporte le championnat mauricien en 1978. Il arrête sa carrière en 1983.
Par la suite, il s'investit pour relancer le football mauricien tout en travaillant à la Mauritius Commercial Bank.
Victime d'un AVC, il meurt le 15 mars 2016 à 63 ans,, à l'hôpital de Candos, près de Quatre Bornes.

## Palmarès et statistiques

### Palmarès
Dany Imbert remporte le championnat mauricien en 1978 avec le Racing Club de Maurice. Il dispute avec la sélection nationale la Coupe d'Afrique des nations en 1974.

### Buts en sélection
| Buts de Dany Imbert en sélection | Buts de Dany Imbert en sélection | Buts de Dany Imbert en sélection | Buts de Dany Imbert en sélection | Buts de Dany Imbert en sélection | Buts de Dany Imbert en sélection        | Buts de Dany Imbert en sélection |
| -------------------------------- | -------------------------------- | -------------------------------- | -------------------------------- | -------------------------------- | --------------------------------------- | -------------------------------- |
| -                                | Date                             | Lieu                             | Adversaire                       | Résultat                         | Compétition                             |                                  |
| 1                                | 17 décembre 1972                 | Nairobi (Kenya)                  | Kenya                            | 2-2                              | Eliminatoires de la Coupe du monde 1974 |                                  |
| 2                                | 17 décembre 1972                 | Nairobi (Kenya)                  | Kenya                            | 2-2                              | Eliminatoires de la Coupe du monde 1974 |                                  |
| 3                                | 5 mars 1974                      | Alexandrie (Égypte)              | Guinée                           | 2-1                              | CAN 1974                                |                                  |
| 4                                | 7 mars 1974                      | Alexandrie (Égypte)              | Zaïre                            | 4-1                              | CAN 1974                                |                                  |